# 418 (szám)
A 418 (római számmal: CDXVIII) egy természetes szám, szfenikus szám, a 2, a 11 és a 19 szorzata.

## A szám a matematikában
A tízes számrendszerbeli 418-as a kettes számrendszerben 110100010, a nyolcas számrendszerben 642, a tizenhatos számrendszerben 1A2 alakban írható fel.
A 418 páros szám, összetett szám, azon belül szfenikus szám, kanonikus alakban a 21 · 111 · 191 szorzattal, normálalakban a 4,18 · 102 szorzattal írható fel. Nyolc osztója van a természetes számok halmazán, ezek növekvő sorrendben: 1, 2, 11, 19, 22, 38, 209 és 418.
A 418 négyzete 174 724, köbe 73 034 632, négyzetgyöke 20,44505, köbgyöke 7,47697, reciproka 0,0023923. A 418 egység sugarú kör kerülete 2626,37146 egység, területe 548 911,63481 területegység; a 418 egység sugarú gömb térfogata 305 926 751,1 térfogategység.